# Trolejbusy w Taganrogu
Trolejbusy w Taganrogu − system komunikacji trolejbusowej działający w rosyjskim mieście Taganrog.
Trolejbusy w Taganrogu uruchomiono 25 grudnia 1970 która połączyła dwa dworce kolejowe w ul. Дзержинского. Obecnie sieć trolejbusowa składa się z 7 linii:
- 1: Вокзал — площадь Авиаторов
- 2: Завод «Красный котельщик» — ПМК
- 3: площадь Авиаторов — Кирпичный цех
- 4: площадь Авиаторов — Русское Поле
- 5: Вокзал — Русское Поле
- 7: площадь Авиаторов — Завод «Красный котельщик»
- 8: ПМК — Кирпичный цех

## Tabor
W Taganrogu eksploatowane są 34 trolejbusy:
| typ                       | sztuk |
| ------------------------- | ----- |
| ZiU-9                     | 4     |
| BTZ-5276-01               | 10    |
| VZTM-5284.02              | 6     |
| VMZ-52981                 | 5     |
| VMZ-5298.01-50 "Avangard" | 3     |
| BTZ-5276-04               | 3     |
| BTZ-5201                  | 2     |
| VZTM-5284                 | 1     |

Najnowszymi trolejbusami są VMZ-5298.01-50 "Avangard" dostarczone na początku 2011.